# Calydna cea
Calydna cea är en fjärilsart som beskrevs av William Chapman Hewitson 1859. Calydna cea ingår i släktet Calydna och familjen Riodinidae. Inga underarter finns listade i Catalogue of Life.

## Bildgalleri

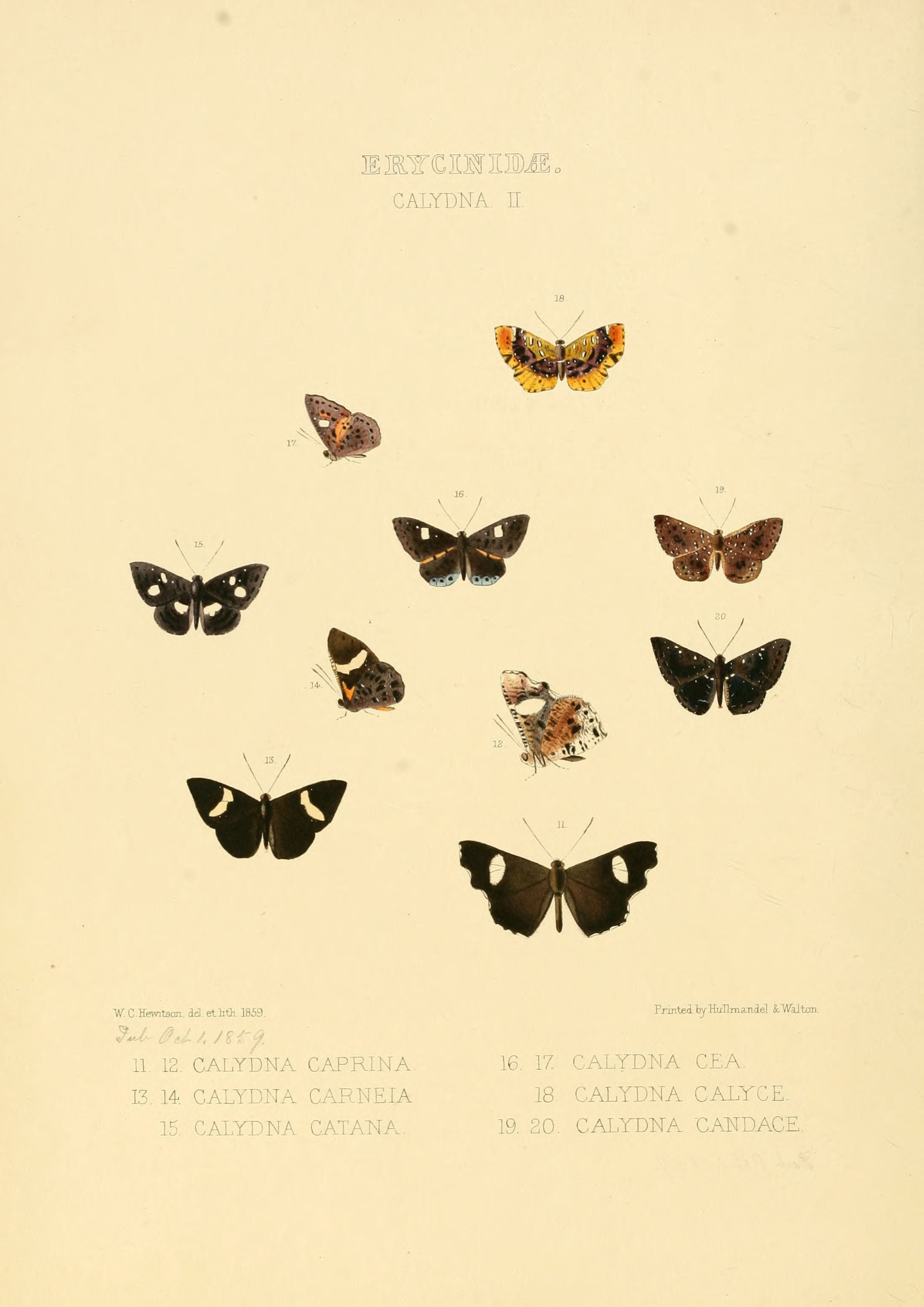